# 10 septembre dans les chemins de fer
10 août 10 octobre
Chronologies thématiques
- Croisades
- Sports
- Disney

Cette page concerne les événements qui se sont déroulés un 10 septembre dans les chemins de fer.

## Événements

### XIXesiècle
- 1868 : en Roumanie, ouverture de la Gare du Nord de Bucarest.
- 1874 : au Royaume-Uni, dans le Norfolk, à Norwich à l'est de l'Angleterre, une collision frontale sur une voie unique entre un train postal et un train express, à cause d'une erreur de communication fait 25 morts. Elle est à l'origine de l'introduction des systèmes de commande automatique pour gérer la circulation des lignes à voie unique[1].

### XXesiècle
- 1910 : en France, dans l'Eure, dans l'après-midi, le train express venant de Cherbourg et se dirigeant vers Paris déraille à 200 m en aval de la gare de Bernay. L'accident provoque au total neuf morts et quarante-sept blessés[2].
- 1931 : en France, un prototype de Micheline à trois essieux assure la liaison Paris-Saint-Lazare-Deauville en 2 h 3 min, soit 107 km/h de moyenne.